# Epeolus ishikawai
Epeolus ishikawai là một loài Hymenoptera trong họ Apidae. Loài này được Tadauchi & Schwarz mô tả khoa học năm 1999.